# Podział administracyjny Arabii Saudyjskiej
Arabia Saudyjska jest podzielona na 13 prowincji (arab. manatiq, pojed. mintaqah).
| Lp. | Prowincja              | Stolica |
| --- | ---------------------- | ------- |
| 1   | Al-Baha                | Al-Baha |
| 2   | Al-Hudud asz-Szamalija | Arar    |
| 3   | Al-Dżauf               | Sakaka  |
| 4   | Medyna                 | Medyna  |
| 5   | Al-Kasim               | Burajda |
| 6   | Rijad                  | Rijad   |
| 7   | Asz-Szarkijja          | Dammam  |
| 8   | Asir                   | Abha    |
| 9   | Hail                   | Hail    |
| 10  | Dżazan                 | Dżizan  |
| 11  | Mekka                  | Mekka   |
| 12  | Nadżran                | Nadżran |
| 13  | Tabuk                  | Tabuk   |